# Gabler Straße
Die Gabler Straße, einfach Gabler oder Gebler genannt, ist eine der ältesten Verbindungen von der Oberlausitz nach Böhmen über das Zittauer Gebirge. 

## Verlauf

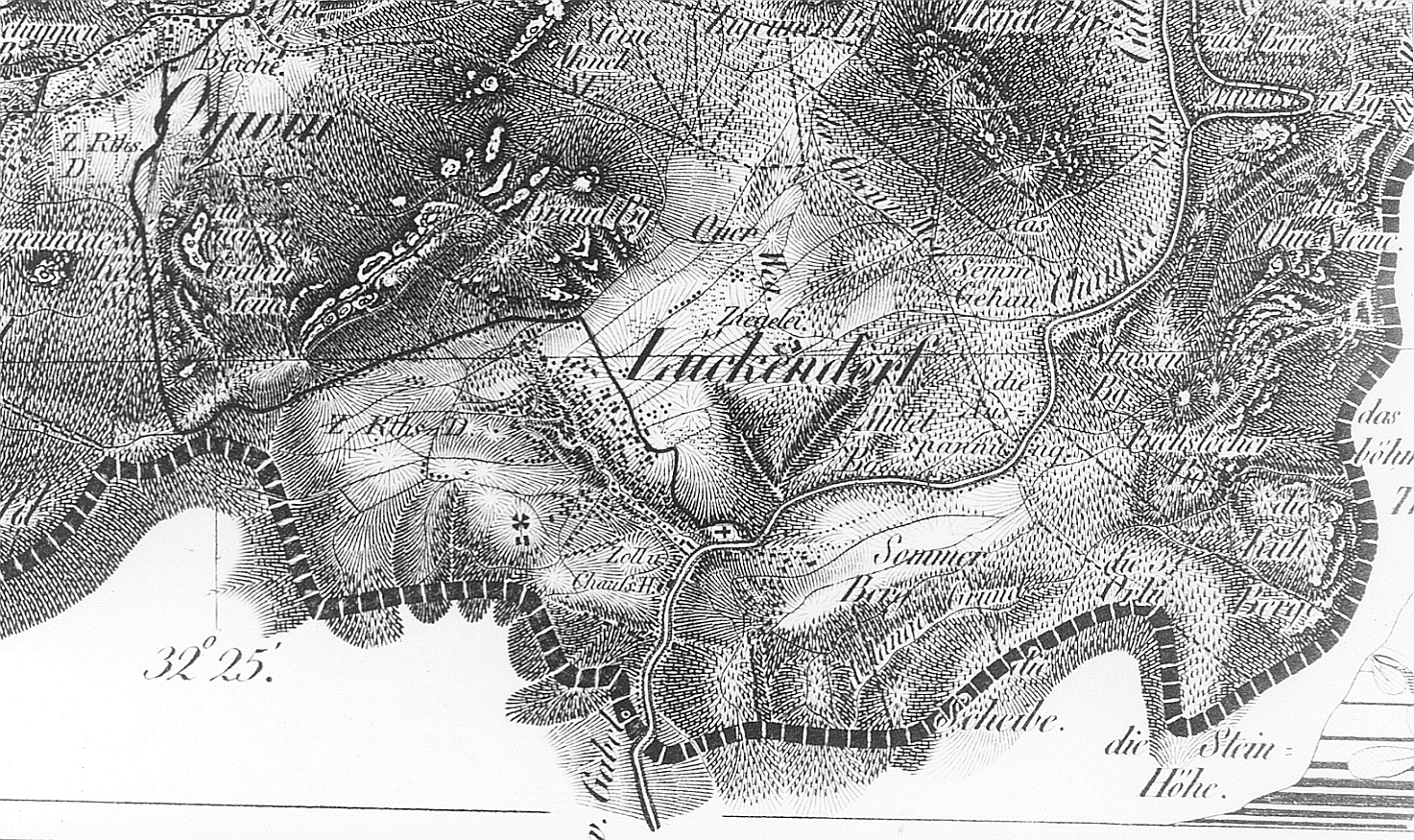
Größere Karte Oybin-Lückendorf. Oberreit, Sect. Zittau, 1844/46

Die Handelsstraße führte von Zittau über Zittau, Lückendorf und Petersdorf nach Deutsch Gabel. Zwischen dem Mühlsteinberg und Heideberg erreicht die Straße den Gebirgskamm, westlich des Straßbergs überquert sie auf dem Lückendorfer Pass das Gebirge. Weitere Verbindungen führten durch das Weißbachtal und entlang der alten Leipaer Straße. 

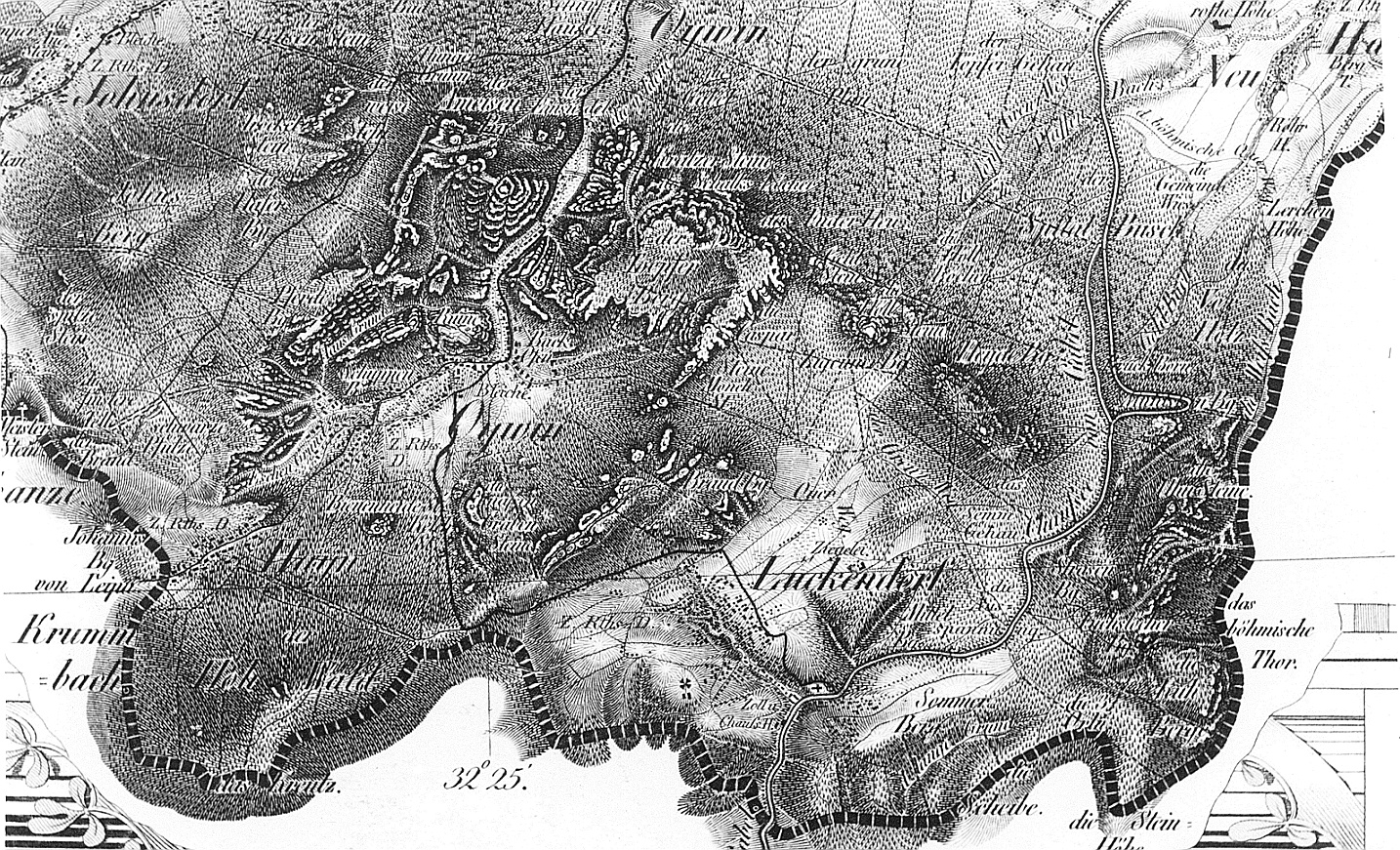
Karte Oybin-Lückendorf. Oberreit, Sect. Zittau, 1844/46

## Geschichte
Seit etwa dem Jahr 1000 nutzten vor allem Kriegstruppen die Wegführung über den Lückendorfer Pass zur Überquerung des Gebirges. Bereits 1361, nur vier Jahre nach dem Baubeginn der befestigten Zollstation Burg Karlsfried am Fuße des Straßberges, wurde ihre Benutzung als Handelspassstraße in einer Urkunde, welche in Prag ausgestellt wurde, unter Androhung von Strafen befohlen. Um diesen Straßenzwang durchzusetzen und die Zolleinnahmen zu sichern, wurden Graben und Wälle angelegt, um die durch Vermeidung der Straße entstandenen Hohlwege unpassierbar zu machen.
Ein altes Steinkreuz an der Seufzerallee südlich von Eichgraben (⊙) soll mit einer überlieferten Urkunde von 1392 in Verbindung stehen. In ihr steht zu lesen, dass Hänsel Gläntzel, ein Bürger auf dem Berge zu Kuttenberg in Böhmen, und seine Ehefrau Margaretha von der Stadt Zittau testamentarisch für die jährlich bezahlten 70 Schock Groschen zur Ausbesserung der Straße als Dank die Errichtung eines Steinkreuzes fordern. Das Steinkreuz wurde um 1930 ausgegraben und neu aufgestellt. Jedoch ist auch möglich, dass es sich bei einem der drei Steinkreuze auf dem Stoß um das Gläntzelkreuz handeln könnte.
Oft mussten aufgrund des steilen Geländes und der schlechten Straßenbeschaffenheit die Fuhrwerke neue Spuren fahren. 1581 wurde daraufhin vom Rat von Zittau beschlossen, neben dem ehemaligen, abschnittsweise gepflasterten Weg einen neuen „Weg durch den Stein-Felß hinauf“ anzulegen. Dieser wurde bis über den Abhang des Heideberges geführt. Am Stoß zwischen dem Heideberg und Mühlsteinberg trafen beide Straßen wieder aufeinander.
Seit 1789 wurde eine regelmäßig fahrende Post zwischen Zittau und Deutsch Gabel eingerichtet. Ab 1800 begann dann der Bau einer neuen Straßenführung um den Heideberg, die 1815 bis zur Grenze fertiggestellt wurde. Um die hohen Baukosten zu decken, erhielt Zittau bei der sächsischen Regierung das Recht, ab dem Jahr 1810 Chausseegeld in Lückendorf und Eichgraben einzunehmen. Das Lückendorfer Forsthaus an der Straße diente ehemals als Ausspanne. In der näheren Umgebung von ihm erstrecken sich bis zu 150 m lange Schanzen, welche Napoleonschanzen genannt werden. Am 19. August 1813 zogen ca. 18.000 französische und polnische Soldaten entlang der Gabler Straße nach Deutsch Gabel, dem Übernachtungsplatz Napoleons. Der Steilabschnitt vom Brückborn zum Sattel zwischen Heide- und Mühlsteinberg wurde 1848 durch die Serpentine der Haarnadelkurve abgeworfen.

## Lückendorfer Bergrennen

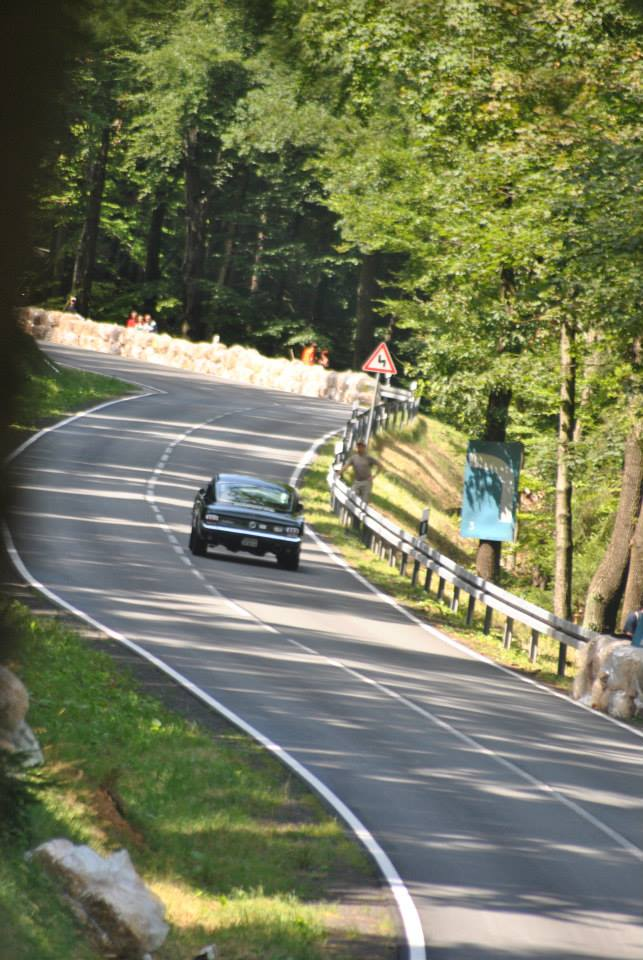
Teilnehmer beim Lückendorfer Bergrennen 2013

Schon 1848 gewann die Gabler Straße bei Lückendorf durch die neue Haarnadelkurve am Mühlsteinberg und größere Breite markante Eigenschaften (209 m Steigung auf 4 km Länge), die sie später für Auto- und Motorradrennen, dem Lückendorfer Bergkurs, gut geeignet machte. Am 3. Juni 1923 ertönten bei einem sportlichen Wettkampf zur „Brennstoffverbrauchsprüfung“ erstmals die Motoren. Am 31. August 1924 fand das erste Bergrennen zwischen Eichgraben und Lückendorf statt. Gestartet wurde am Kurhaus „Waldfrieden“ in Eichgraben und das Ziel lag am „Forsthaus“ in Lückendorf. Es nahmen sowohl Motorräder in den damals üblichen Solo- und Beiwagenklassen von 175 bis 1000 cm³ als auch Sport- und Rennwagen teil.
Die Besucherzahlen stiegen schnell:
- 2. Lückendorfer Bergrennen am 6. Juni 1926: 10.000 Zuschauer
- 4. Bergrennen 1928: 30.000 Zuschauer
- 5. Bergrennen 1929: 40.000 Zuschauer

Das vorerst letzte Bergrennen fand am 12. August 1934 statt, nachdem beim 5. Lückendorfer Bergrennen am 26. Mai 1929 infolge eines technischen Defektes an seinem Grad-Prix-Bugatti Ernst Mahla mit ca. 160 km/h in die Zuschauermenge raste, wobei zwei Menschen umkamen und weitere schwer verletzt wurden.
Nach dem Zweiten Weltkrieg fuhren vorerst nur noch Motorräder den Lückendorfer Bergkurs. Bei den Formel-3-Rennen in der zweiten Hälfte der sechziger Jahre konnte der Dresdner Heinz Melkus einige Siege einfahren. Bekannte Rennfahrer, wie Hans Stuck, Manfred von Brauchitsch und Rudolf Caracciola, gehörten zu den Gastfahrern auf der Rennstrecke.
Seit dem Jahr 2000 finden wieder alljährlich Bergrennen statt. Seit 2007 mehrfach wurde das Lückendorfer Bergrennen zusammen mit den Jonsdorfer Oldtimertagen und dem Eisenbahnfestival der Zittauer Schmalspurbahn gemeinsam als „Historik Mobil“ vermarktet.

## Quelle
- Die südöstliche Oberlausitz mit Zittau und dem Zittauer Gebirge (= Werte der deutschen Heimat. Band 16). 1. Auflage. Akademie-Verlag, Berlin 1970, S. 224–225.